# Louis Oosthuizen

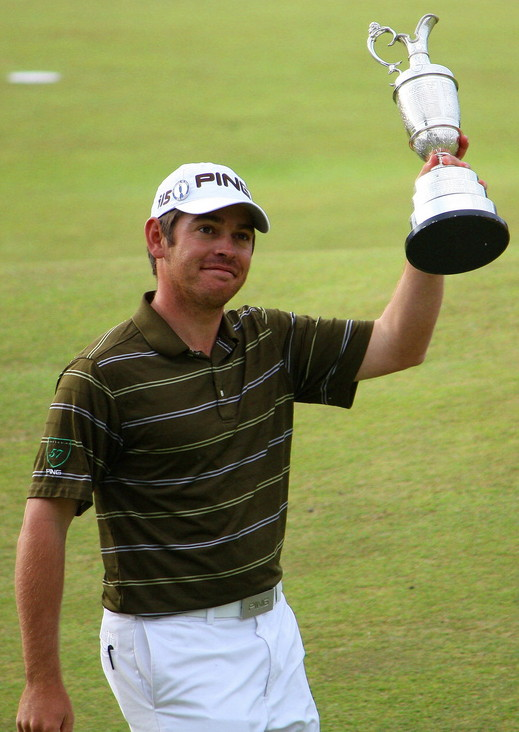
Louis Oosthuizen vinner British Open 2010.

Lodewicus Theodorus "Louis" Oosthuizen, född 19 oktober 1982 i Mossel Bay, Västra Kapprovinsen, är en sydafrikansk professionell golfspelare.
Oosthuizen var medlem i det sydafrikanska lag som 2000 vann världsmästerskapen för amatörlag och han vann flera amatörtitlar innan han som 19-åring blev professionell 2002. 
Oosthuizen har vunnit fem proffstävlingar på Sunshine Tour. Han spelade på europeiska Challenge Tour 2003  och har varit medlem på PGA European Tour sedan 2004.
I mars 2010 vann Oosthuizen sin första tävling, Open de Andalucia de Golf, på PGA European Tour. Under sina två första rundor under 2010 års Open Championship på Old Course i St Andrews, tangerade han det lägsta 36-hålsresultatet i tävlingens historia, då han gick på 65 respektive 67 slag. Han kom sedermera att vinna tävlingen på 16 slag under par, sju slag före tvåan Lee Westwood.

## Amatörsegrar
- 2000 World Junior Championship
- 2001 All African Games (Kenya), Transvaal Amateur Stroke Play Championship (South Africa)
- 2002 Indian Amateur Open Championship (tied), Irish Amateur Open Stroke Play Championship, Natal Open Stroke Play Championship (South Africa)

## Proffssegrar

### Segrar på PGA European Tour
- 2010 Open de Andalucia de Golf
- 2010 The Open Championship
- 2011 Africa Open
- 2012 Africa Open, Maybank Malaysian Open
- 2013 Volvo Golf Champions
- 2014 Volvo Golf Champions
- 2016 ISPS HANDA Perth International

### Segrar på Sunshine Tour
- 2004 Vodacom Origins of Golf Tour i Arabella
- 2007 Dimension Data Pro-Am, Telkom PGA Championship, Platinum Classic
- 2008 Telkom PGA Championship